# 多伦多道明中心
多伦多道明中心或多伦多自治领中心（英語：Toronto-Dominion Centre），简称TD中心（英語：TD Centre），是加拿大安大略省多伦多市中心的一个综合体，包括6座塔楼。它是多伦多道明银行的全球总部，并为许多其他企业提供办公和零售空间。大约21,000人在此综合体工作，使其成为加拿大最大的综合体。
塔楼在1967年至1991年之间建造。部分建筑于2003年被列为安大略文化遗产，2005年挂牌。

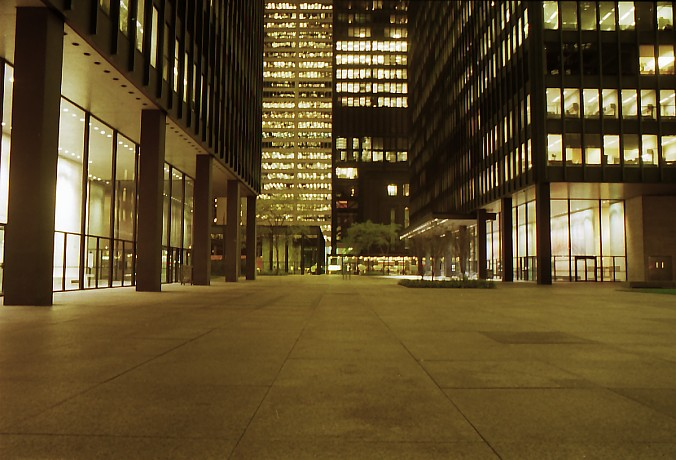
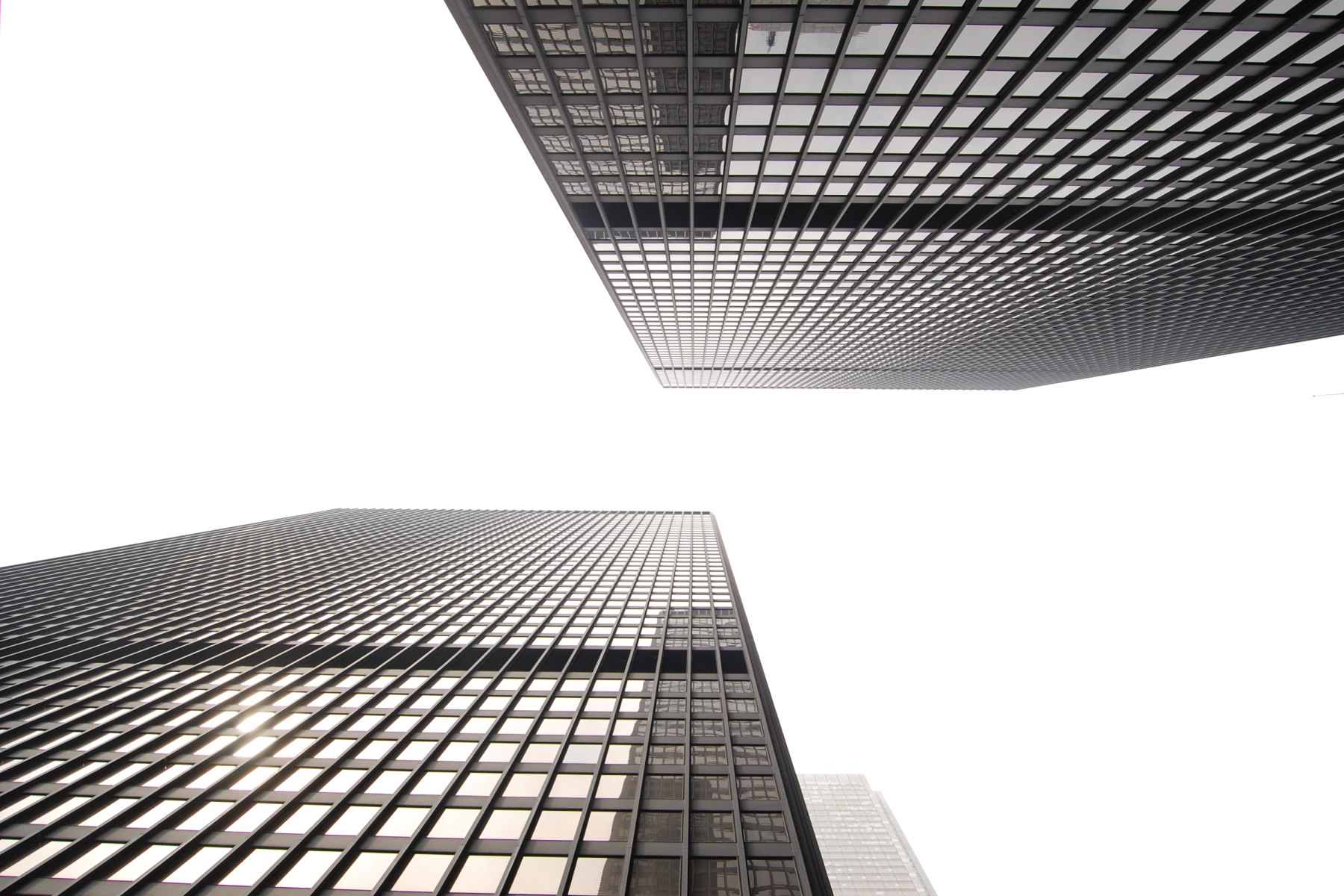
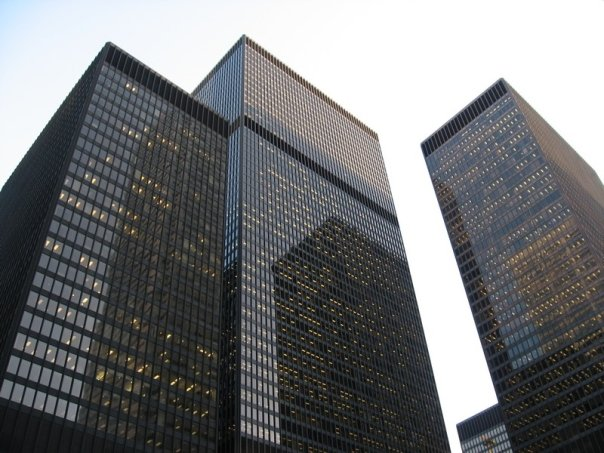
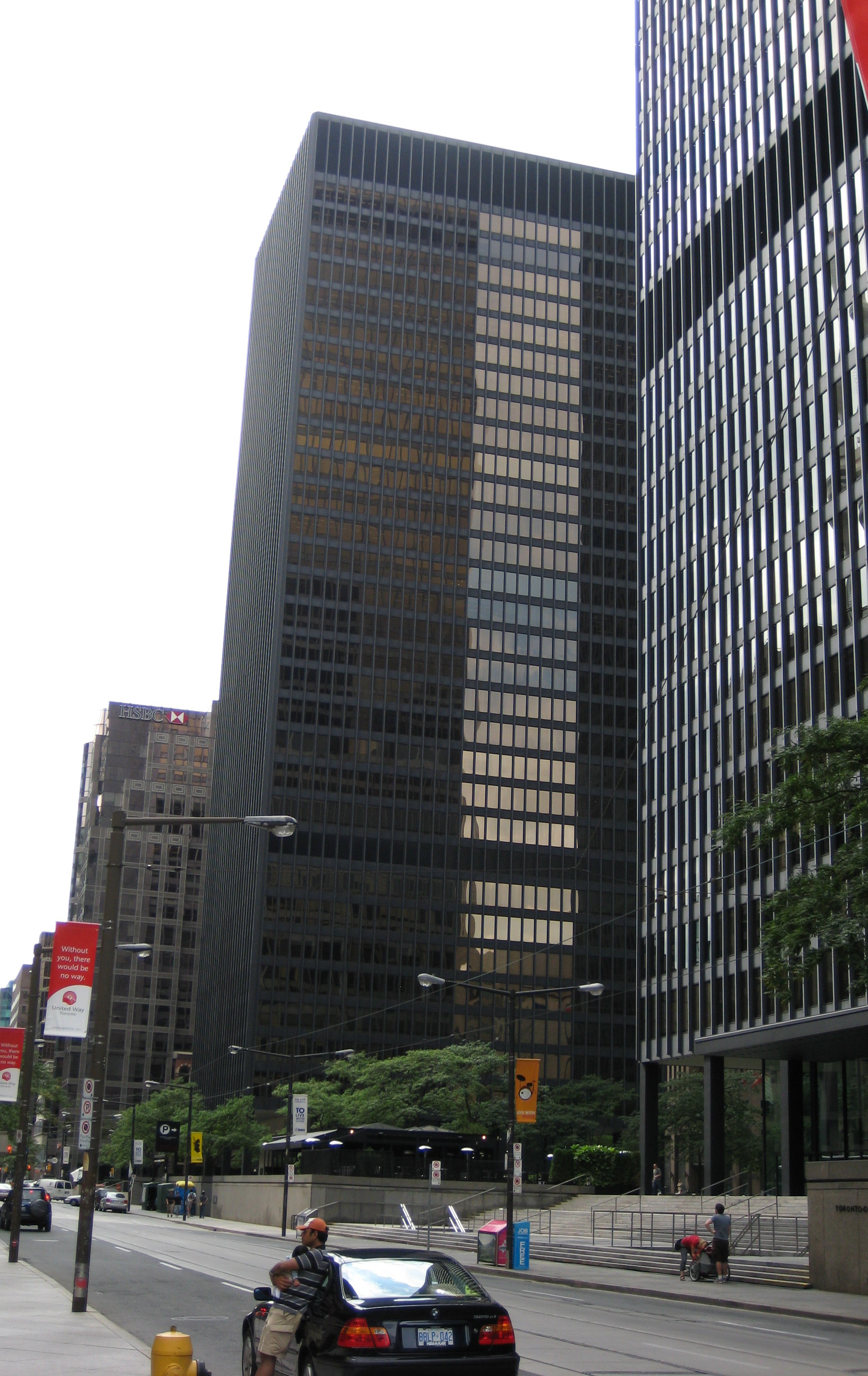
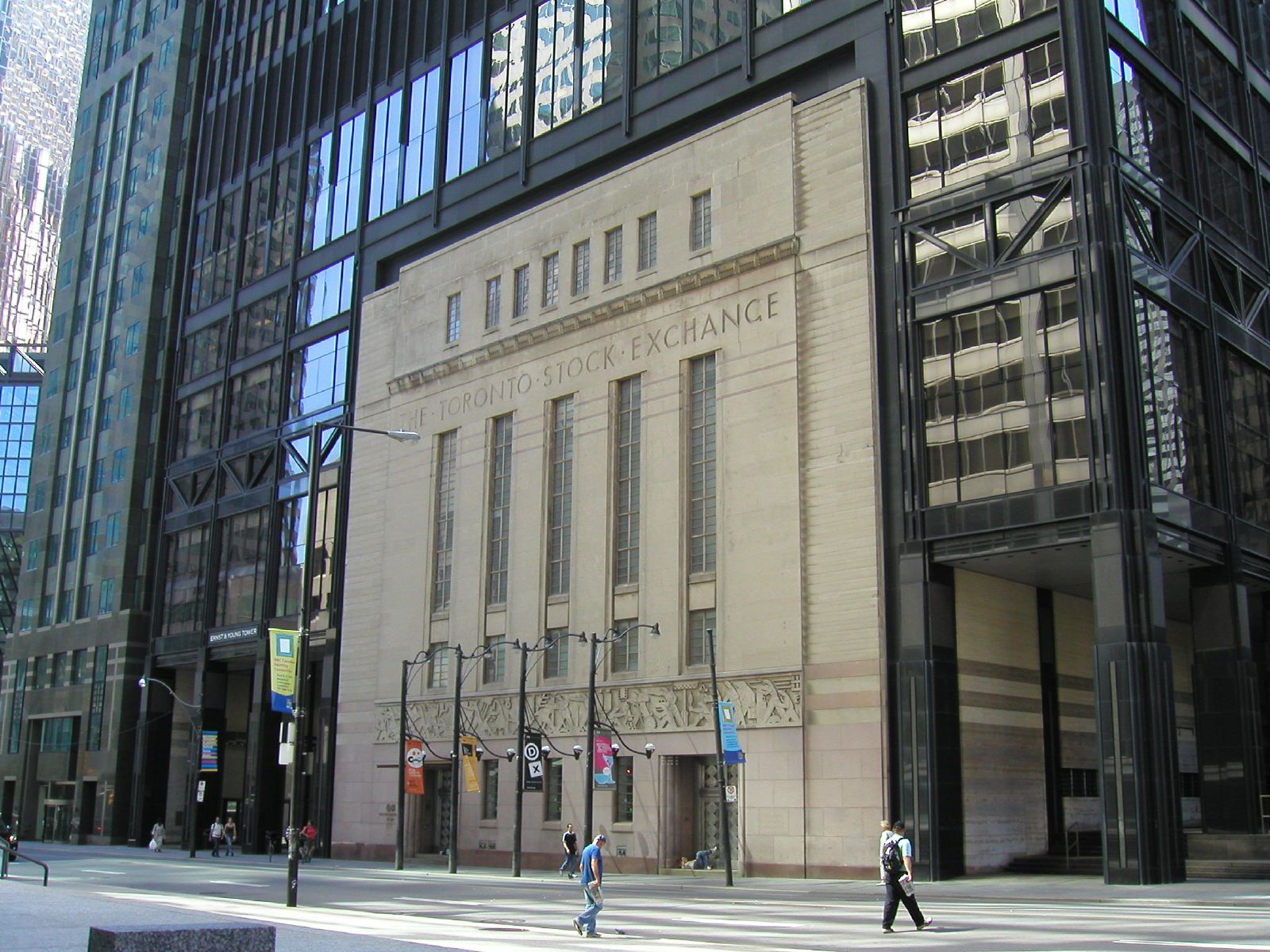
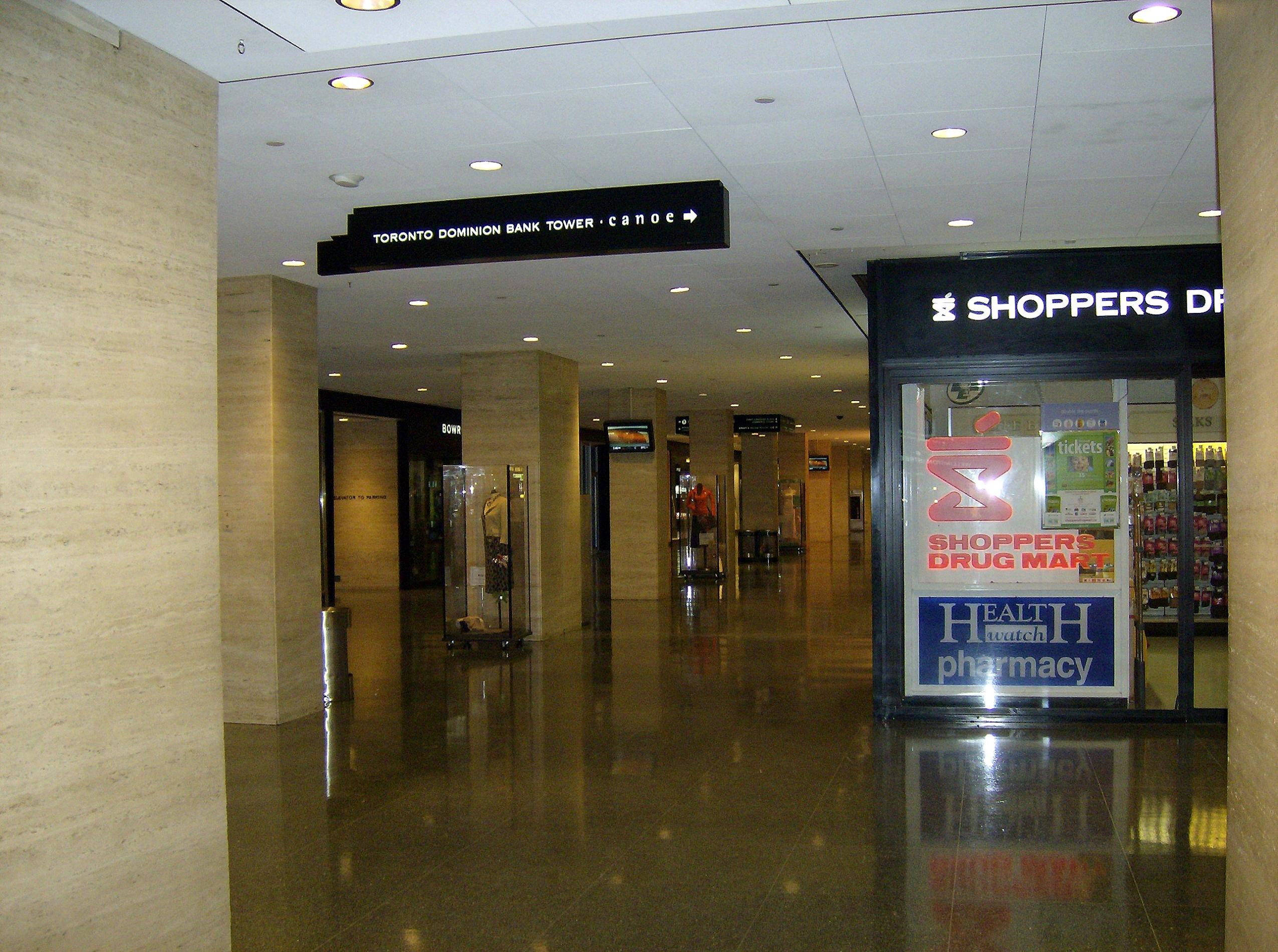
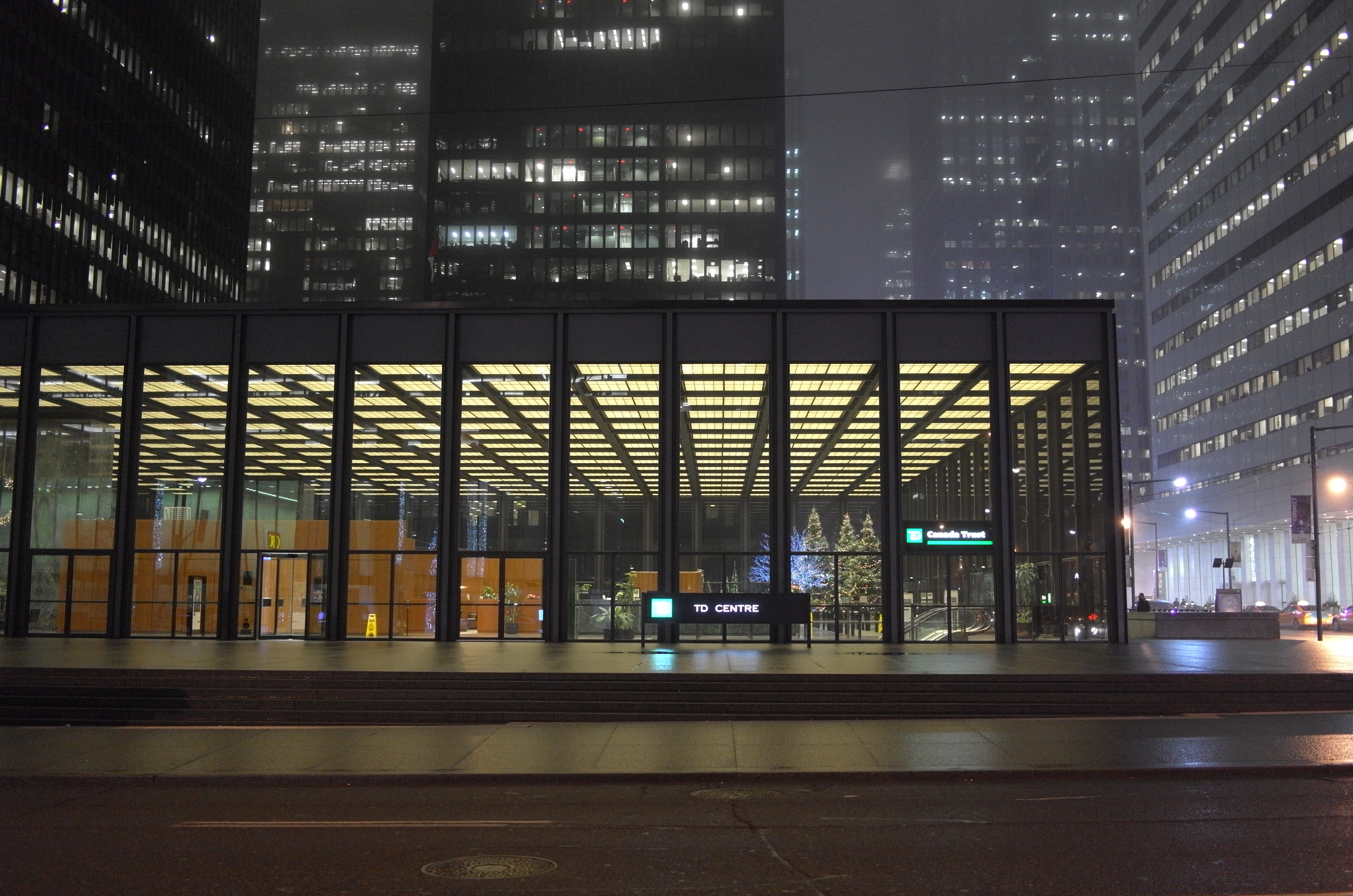
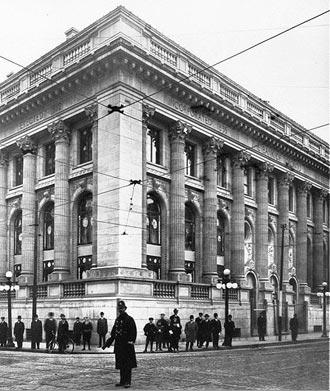